# Dora di Verney
La Dora di Verney (pron. fr. AFI: [vɛʁnɛj]; in francese, Doire du Verney) è un torrente che scorre nel Vallone di La Thuile, in Valle d'Aosta, affluente di destra della Dora Baltea.

## Percorso
La Dora di Verney nasce alla testata del Vallone del Breuil, nei pressi del Colle del Piccolo San Bernardo. Dopo aver ricevuto l'apporto di alcuni torrenti minori e del Lago Verney, all'interno dell'abitato di La Thuile riceve le acque della Dora del Rutor, formando così la Dora di La Thuile (fr. Doire de La Thuile), che scende verso Pré-Saint-Didier per gettarsi nella Dora Baltea.
Il bacino della Dora di La Thuile, alla confluenza tra le Dore di Verney e del Rutor, comprende le superfici glaciali e i nevai del Rutor, dei valloni du Breuil, des Chavannes e des Orgères, e riceve inoltre le acque dei laghi del Rutor e di Bellecombe (2378 m) e del Lago Verney.